# Carlos Flores Ascencio
Carlos Alberto Flores Ascencio (10 de agosto de 1978) es un exfutbolista peruano. Jugaba de defensa central. Es hermano del arquero peruano Juan Flores. Obtuvo el subcampeonato de la Copa Perú 2007 con el Sport Águila. Casado con Sara Vegas Camaná, fruto de su relación son sus 3 hijos.
_Flavia Flores 
_Carlos Flores
_Joao Flores

## Clubes
| Club                    | País | Año         |
| ----------------------- | ---- | ----------- |
| Deportivo Zúñiga        | Perú | 1998        |
| Deportivo Pesquero      | Perú | 1999 - 2000 |
| UTC                     | Perú | 2002        |
| Estudiantes de Medicina | Perú | 2003        |
| CNI                     | Perú | 2004        |
| Echa Muni               | Perú | 2005        |
| Cultural Tarapacá       | Perú | 2006        |
| Deportivo Ingeniería    | Perú | 2006        |
| Sport Águila            | Perú | 2007 - 2009 |
| Sport Huancayo          | Perú | 2010        |
| Cobresol                | Perú | 2011 - 2012 |
| Atlético Minero         | Perú | 2013 - 2014 |